# Władysław Pilawski
Władysław Pilawski (ur. 29 grudnia 1913 w Czarnkowie, zm. 20 maja 2017) – polski pułkownik pożarnictwa, członek ruchu oporu podczas II wojny światowej.

## Życiorys
Pochodził z rodziny o tradycjach pożarniczych i patriotycznych – jego ojciec był prezesem Ochotniczej Straży Pożarnej w Czarnkowie w latach 1926–1939. Sam Władysław Pilawski po zdaniu matury w 1933 roku postanowił zostać zawodowym oficerem straży pożarnej. W tym celu odbył służbę w Dywizyjnym Korpusie Podchorążych Rezerwy poznańskiego 57 pułku piechoty (1933–1934). Następnie powrócił do Czarnkowa, gdzie wstąpił do tamtejszego OSP. W latach 1935–1936 odbył szereg kursów przygotowujących dla zawodowych oficerów pożarnictwa. W tym czasie pełnił funkcję inspektora powiatowego straży pożarnej w Czarnkowie, a następnie również w Krotoszynie. W 1937 roku został awansowany na młodszego inspektora, a od kwietnia 1939 roku był zatrudniony jako referent do spraw szkolenia i techniki pożarniczej w Okręgu Wojewódzkim Związku Straży Pożarnych w Poznaniu.
W sierpniu 1939 roku w ramach mobilizacji został skierowany do ośrodka zapasowego 14 Wielkopolskiej Dywizji Piechoty do wsi Sójki. Podczas walk we wrześniu 1939 roku dowodził plutonem 55 Poznańskiego pułku piechoty. Po zakończeniu kampanii wrześniowej w poszukiwaniu pracy wyjechał do Generalnego Gubernatorstwa. Trafił do Warszawy, a następnie – decyzją Komisarycznego Kierownika Technicznego Polskich Straży Ogniowych – w 1940 roku został skierowany do Lublina, gdzie objął stanowisko zastępcy Instruktora Pożarniczego Dystryktu. Tam też rozpoczął działalność konspiracyjną: był członkiem Związku Walki Zbrojnej, Armii Krajowej oraz Strażackiego Ruchu Oporu „Skała”. W 1943 roku został oddelegowany do Centralnej Szkoły Pożarniczej w Warszawie jako szef kursu oficerów pożarnictwa. Po powrocie do Lublina, w 1944 roku został przez Niemców aresztowany i przesłuchiwany, ostatecznie jednak zwolniono go. Wobec zwiększenia nadzoru niemieckiego nad działalnością straży pożarnych, Pilawski przeniósł się najpierw do Piotrkowa Trybunalskiego, a następnie do Krakowa, gdzie w styczniu 1945 roku doczekał wyzwolenia.
Po zakończeniu wojny został skierowany do Poznania, gdzie pełnił funkcję zastępcy komendanta Zawodowej Straży Pożarnej. W czerwcu 1950 roku objął stanowisko Zastępcy Komendanta Głównego Straży Pożarnych do spraw technicznych. W 1953 roku był dwukrotnie aresztowany i przesłuchiwany przez Służbę Bezpieczeństwa. Z powodów politycznych został zwolniony z pełnionej funkcji w styczniu 1954 roku. Po zwolnieniu, wobec braku możliwości zatrudnienia w służbach pożarniczych, pracował w warszawskiej Pracowni Pożarniczej Biura Studiów i Projektów Typowych Budownictwa Przemysłowego jako starszy projektant. Do pracy w Komendzie Głównej SP powrócił w 1957 roku. W 1958 roku reprezentował Polskę na kongresie Międzynarodowego Komitetu Technicznego Prewencji i Zwalczania Pożarów CTIF w Wiedniu. Na emeryturę przeszedł w 1979 roku.
W latach 80. XX wieku aktywnie uczestniczył w powstaniu Stowarzyszenia Inżynierów i Techników Pożarnictwa. Należał do kapituły Medalu Honorowego im. Józefa Tuliszkowskiego. Był autorem kilkunastu publikacji z dziedziny pożarnictwa oraz historii ziemi czarnkowskiej.
Po śmierci został pochowany na czarnkowskim cmentarzu komunalnym przy ul. Rolnej.

## Odznaczenia i nagrody
Za swe zasługi Władysław Pilawski był wielokrotnie odznaczany m.in. Krzyżem Komandorskim z Gwiazdą Order Odrodzenia Polski (2014), Krzyżami: Komandorskim, Oficerskimi i Kawalerskim Orderu Odrodzenia Polski, dwukrotnie Złotym Krzyżem Zasługi, Orderem Sztandaru Pracy II klasy, Medalem „Za udział w wojnie obronnej 1939”, odznaczeniami lokalnymi: Medalem Witolda Celichowskiego za wybitne zasługi dla rozwoju pożarnictwa (2011), Medalem „Obrońcy Ojczyzny 1939–1945” (2015) i międzynarodowymi (Francja, Niemcy, Jugosławia, Austria, Luksemburg, Czechosłowacja, Włochy). Otrzymał tytuł Honorowego Obywatela Miasta Czarnkowa (2004), a w 1988 roku został wpisany do Honorowej Księgi dla Zasłużonych dla Ochrony Przeciwpożarowej.